# Lepidothrix serena
Lepidothrix serena là một loài chim trong họ Pipridae.